# Бронепалубные крейсера типа «Цинциннати»
Бронепалубные крейсера типа «Цинциннати» — тип крейсеров американского флота. Построены по программе 1888 года в количестве двух единиц: «Цинциннати» (англ. USS Cincinnati (C-7)) и «Рэйли» (англ. USS Raleigh (C-8)).

## Конструкция
Крейсера типа «Цинциннати» стали последними американскими крейсерами, имевшими парусное вооружение. Оно было ограничено по площади и окончательно снято к 1899 году.

### Вооружение

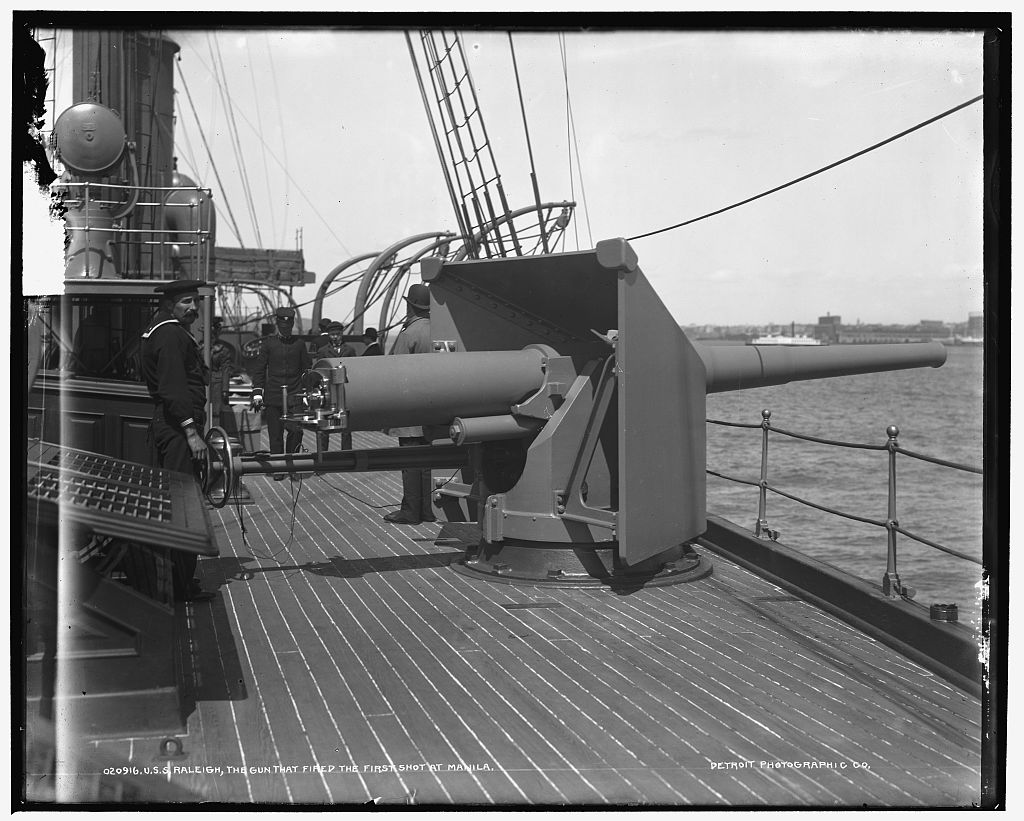
127-мм орудие крейсера «Рэйли».

В носовой части крейсеров первоначально устанавливалось 152-мм орудие Mark 7, с длиной ствола 40 калибров. Считалось, что в переднем секторе необходимо иметь тяжёлое орудие. Масса одинарной установки составляла 11 535 кг, она стреляла снарядами весом 47,7 кг, с начальной скоростью 655 м/с. Скорострельность составляла 1,5 выстрела в минуту. Дальность стрельбы до 16 460 м, боекомплект 150 снарядов.
Основную огневую мощь крейсеров обеспечивали 127-мм орудия Mark 3 с длиной ствола 40 калибров. Одинарная установка весила 6440 кг, масса снаряда - 22,7 кг. При начальной скорости снаряда 701 м/с, обеспечивалась дальнобойность 14 630 м. Техническая скорострельность составляла 12 выстрелов в минуту, боекомплект - 100 снарядов на орудие. Крейсера несли по 10 таких орудий, два из которых располагались в корме, остальные по бортам, в спонсонах.
Прочая артиллерия была представлена маломощными орудиями калибров 57-мм и 37-мм. Последние могли выпускать до 25 снарядов в минуту.

## Служба
- «Цинциннати» — заложен 29 января 1890 года на верфи ВМФ в Нью-Йорке, спущен на воду 10 ноября 1892 года, вошёл в строй 16 июня 1894 года. Списан 20 апреля 1919 года, 4 августа 1921 года продан на слом.
- «Рэйли» — заложен 19 декабря 1889 года на верфи ВМФ в Норфолке, спущен на воду 31 марта 1892 года, вошёл в строй 17 апреля 1894 года. Списан 21 апреля 1919 года, 5 августа 1921 года продан на слом[1].

## Оценка проекта
Хотя крейсера типа «Цинциннати» в целом были неплохим пополнением для «Нового флота», их конструкция оценивалась как не вполне удачная. Мощные машины размещались в слишком тесном для них корпусе, вентиляция машинно-котельных отделений оказалась неудовлетворительной и при работе на полной мощности температура в этих отсеках достигала 93° Цельсия, что делало работу машинной команды крайне затруднительной и не позволяло развить полную скорость.